# Alfabeto gótico
El alfabeto gótico es fundamentalmente una adaptación del alfabeto griego en su grafía uncial.
Proviene del alfabeto ulfilano creado por el obispo Ulfilas. Además contiene tres caracteres de uncial latino y cinco runas germánicas. Cada letra posee un valor numérico y dos de ellas no poseen ninguna otra función. La transliteración en las obras científicas y didácticas se realiza aumentando en dos símbolos el alfabeto latino por medio de la ligadura, ƕ (h+v) y la letra thorn, þ, tomada del inglés antiguo. La notación de Ulfilas era ambigua: Un mismo dígrafo ai podía representar [ai], [ɛ] o [ɛ̄]. La transcripción recurre a diacríticos para aligerar las dificultades de lectura.

## Alfabeto
| Gótico | Gótico | Translit. | Val. Num. | Etimol.      |
| ------ | ------ | --------- | --------- | ------------ |
|        | 𐌰      | a         | 1         | Α, Ⲁ         |
|        | 𐌱      | b         | 2         | B, Ⲃ         |
|        | 𐌲      | g         | 3         | Γ, Ⲅ         |
|        | 𐌳      | d         | 4         | Δ, D, Ⲇ      |
|        | 𐌴      | e         | 5         | Ε, Ⲉ         |
|        | 𐌵      | q         | 6         | (Ϛ), ϰ, Ⲋ(?) |
|        | 𐌶      | z         | 7         | Ζ, Ⲍ         |
|        | 𐌷      | h         | 8         | Η, Ⲏ         |
|        | 𐌸      | þ         | 9         | Φ, Ψ, Ⲑ      |
|        | 𐌹      | i         | 10        | Ι, Ⲓ         |
|        | 𐌺      | k         | 20        | Κ, Ⲕ         |
|        | 𐌻      | l         | 30        | Λ, Ⲗ         |
|        | 𐌼      | m         | 40        | Μ, Ⲙ         |
|        | 𐌽      | n         | 50        | Ν, Ⲛ         |
|        | 𐌾      | j         | 60        | G, ᛃ, Ⲝ(?)   |
|        | 𐌿      | u         | 70        | ᚢ, Ⲟ(?)      |
|        | 𐍀      | p         | 80        | Π, Ⲡ         |
|        | 𐍁      |           | 90        | Ϙ, Ϥ         |
|        | 𐍂      | r         | 100       | R, Ⲣ         |
|        | 𐍃      | s         | 200       | S, Ⲥ         |
|        | 𐍄      | t         | 300       | Τ, ᛏ, Ⲧ      |
|        | 𐍅      | w         | 400       | Υ, Ⲩ         |
|        | 𐍆      | f         | 500       | Ϝ, F, Ⲫ(?)   |
|        | 𐍇      | x         | 600       | Χ, Ⲭ         |
|        | 𐍈      | ƕ         | 700       | Θ, Ⲯ(?)      |
|        | 𐍉      | o         | 800       | Ω, Ο, ᛟ, Ⲱ   |
|        | 𐍊      |           | 900       | ᛏ, Ͳ (Ϡ), Ⳁ  |

Nota: Las líneas representan (1.ª) la grafía gótica, (2ª) la transliteración, (3ª) el valor numérico, (4ª) la etimología. Esta última línea proporciona la letra griega original cuyo parecido con la letra gótica es notable. Las letras heredadas de las runas germánicas están en color violeta, las que fueron tomadas del latín en azul. Los orígenes propuestos son sólo conjeturas: existen varias posibilidades para el origen de ciertas letras, como la r, que podría provenir de una runa.

## Unicode
El alfabeto gótico se agregó al estándar Unicode en marzo de 2001 con el lanzamiento de la versión 3.1.
El bloque Unicode para el gótico es U+10330– U+1034F en el plano multilingüe suplementario. Como el software más antiguo que usa UCS-2 (el predecesor de UTF-16) asume que todos los puntos de código Unicode pueden expresarse como números de 16 bits (U+FFFF o menor, el plano multilingüe básico), se pueden encontrar problemas al usar el rango Unicode gótico  y otros fuera del plano multilingüe básico.
| Gothic Official Unicode Consortium code chart (PDF)                           |   |   |   |   |   |   |   |   |   |   |   |   |   |   |   |   |
|                                                                               | 0 | 1 | 2 | 3 | 4 | 5 | 6 | 7 | 8 | 9 | A | B | C | D | E | F |
| U+1033x                                                                       | 𐌰 | 𐌱 | 𐌲 | 𐌳 | 𐌴 | 𐌵 | 𐌶 | 𐌷 | 𐌸 | 𐌹 | 𐌺 | 𐌻 | 𐌼 | 𐌽 | 𐌾 | 𐌿 |
| U+1034x                                                                       | 𐍀 | 𐍁 | 𐍂 | 𐍃 | 𐍄 | 𐍅 | 𐍆 | 𐍇 | 𐍈 | 𐍉 | 𐍊 |   |   |   |   |   |
| Notas 1. Desde la versión Unicode 13.0 2. Las áreas grises no están asignadas |   |   |   |   |   |   |   |   |   |   |   |   |   |   |   |   |